# Las Mil y Una... Américas
Las Mil y Una… Américas (no Brasil: As Mil e Uma Américas) é uma série de televisão animada espanhola do final da década de 1980 até o início da década de 1990, produzida pela BRB Internacional em comemoração dos 500 anos da chegada de Cristóvão Colombo às Américas (1492–1992). No Brasil e na América Latina foi exibida em 2002 pelo canal pago Cl@se, substituindo a série animada O Ônibus Mágico.
Os protagonistas da série são Chris, um menino ruivo de 10 anos e seu cão amarelo Lon, que descobrem um livro sobre as civilizações pré-colombianas que os faz adentrar nas histórias desses povos.